# Denis Selimović
Denis Selimović, slovenski nogometaš, * 22. junij 1979.
Selimović je večji del kariere igral v 1.slovenski ligi za klube Ljubljana, Triglav Kranj, Drava Ptuj, Primorje in od leta 2013 Šenčur. Skupno je v prvi slovenski ligi odigral okoli 150 prvenstvenih tekem. Igral je tudi za Aalesunds v 1.norveški ligi, Željezničar v 1.bosansko-hercegovski ligi in Keflavík v  1.islandski ligi. Po svoji profesionalni karieri je ostal v nogometu kot nogometni agent, pridobil licenco UEFA PRO Coaching in magistriral iz smeri Športni Managment na Univerzi v Ljubljani.